# Хризантемовый минёр
Хризантемовый минёр, или многоядный минёр (лат. Phytomyza syngenesiae) — вид двукрылых из семейства минирующих мух.

## Описание
Длина крыла 2,2-2,6 мм. На голове имеются три лобно-глазничные щетинками, первая из них наклона. Усики коричневыми, третий членик чёрные. Глаза в редких коротких волосках Лоб и лицо в основном жёлтые. Грудь тёмно-коричневая в густом сером опылении. На среднеспинке акростихальные щетинки отсутствуют. Бёдра тёмные с желтыми вершинами. Тазики передних ног частично коричневые. Поддерживающий склерит вершинной часть эдеагуса (дистифаллус) самца расщеплена только на самой вершине, у близкого вида Phytomyza horticola он расщеплён полностью. Базифаллус хорошо выражен на вершине, а гипофаллус полностью перепончатый. На задних дыхальцах личинок имеется 8-10 пор.

## Биология
Развивается почти исключительно на представителях семейства сложноцветных, единичные находки подтверждены для зонтичных (морковь) и бобовых (горох). Упоминания на других семейств растений оказались ошибочными. Из культурных растений наиболее сильно вредит салату-латук и хризантемам. Сообщалось, что в культуре хризантем в Англии были повреждены до 90 % растений, при этом на одном листе было до 20-30 личинок. Поврежденные листья обычно сморщиваются и отмирают, ослабляя растение и уменьшая цветение.
Самки откладывают яйца преимущественно на верхнюю поверхность листа на растения, находящиеся в затенении. Личинка прогрызает губчатый мезофилл на глубину нескольких миллиметров, а затем проникает в палисадный слой. Мина беловатая, длинная и неровная. Она видна на нижней и верхней стороне листа. Окукливание происходит внутри мины, передние дыхальца при этом выставлены наружу. В течение года развивается до 6 поколений.
В закрытом грунте рекомендуется использовать биологические методы борьбы — паразитических перепончатокрылых. На личинках паразитируют эволфиды Diglyphus isaea и Cirrospilus vittatus, куколки поражаются Chrysocharis (Eulophidae) и Halticoptera (Pteromalidae).

## Распространение
Родиной вида является Европа, благодаря человеку, распространился в другие части света. Присутствие вида в Южной Америке (Колумбия) требуют проверки.